# Anton Friedrich Karl von Ryssel
Anton Friedrich Karl von Ryssel, auch Ryssel II, (* 10. Juli 1773 in Dresden; † 17. April 1833 in Giebichenstein) war ein sächsischer Generalmajor und preußischer Generalleutnant.

## Leben

### Herkunft
Seine Eltern waren der kurfürstlich-sächsische Oberst Georg Dietrich von Ryssel (* 16. Mai 1730; † 16. Januar 1804) und dessen Ehefrau Maria Anna, geborene von Eichinger (* 12. September 1741). Sein Bruder Gustav Xaver Reinhold von Ryssel wurde preußischer General der Infanterie.

### Militärkarriere
Ryssel ging in kursächsische Dienste und kam am 1. März 1785 als Kadett in das Kadettenhaus nach Dresden. Von dort kam er am 19. Januar 1791 als Fähnrich in das Infanterie-Regiment „Zanther“. Dort wurde er am 10. August 1794 Sousleutnant, als solcher nahm er ab 1795 am Ersten Koalitionskrieg teil. Am 25. August 1802 wurde er zum Premierleutnant ernannt, 1806 wurde er dann Brigadeadjutant bei General von Bevilacqua. Im Vierten Koalitionskrieg kämpfte er in dem Gefecht bei Saalbach und in der Schlacht bei Jena, wo er verwundet wurde. Am 21. Oktober 1808 wurde er dann Hauptmann und am 2. Oktober 1809 kam er als Major in den Generalstab. Während des Fünften Koalitionskriegs kämpfte er in den Gefechten bei Linz, Mautern, Amstetten, Stauffen und der Schlacht bei Wagram. Für Wagram erhielt er das Ritterkreuz des Militär-St.-Heinrichs-Ordens. Im Jahr 1810 wurde er dann zum Sousinspekteur aux revues der sächsischen Infanterie-Division ernannt. Am 30. Juli 1812 wurde er zum Oberstleutnant befördert. Während des Russlandfeldzuges 1812 war er Intendant der mobilen sächsischen Truppen in Russland. Hier wurden viele Klagen über seine Geschäftsführung laut; es wurde offen die Ansicht ausgesprochen, dass er, was Rechtlichkeit und Teilnahme an Unterschlagungen angehe, den französischen Beamten gleichstehe. Dennoch erhielt er den Orden der französischen Ehrenlegion. Am 30. Juli 1813 stieg er zum Oberst auf und wurde Kommandeur des Infanterie-Regiments „Prinz Friedrich Anton“. Wie sein Bruder wechselt er in der Völkerschlacht bei Leipzig zu den Alliierten über. Im gleichen Jahr wurde er auch sächsischer Generalmajor. Im Jahr 1814 erhielt er zudem den Orden des Heiligen Wladimir III. Klasse. Wie sein Bruder arbeitete er zunächst mit dem russischen Gouverneur von Sachsen General Repnin. Die Art und Weise aber, wie er diesem an die Hand ging, zog ihm in hohem Grad den Hass und die Verachtung seiner Landsleute zu.
Mit seinem Bruder verließ er daher am 21. Februar 1815 den sächsischen Dienst und arbeitete für den preußischen General von Gaudi. Erst am 10. Juni 1816 wurde er preußischer Generalmajor mit Patent zum 6. Januar 1814. Bereits am 1. Juli 1815 kam er dann als Brigadechef zum I. Armeekorps. Am 3. Oktober 1815 wurde er als Kommandeur der Brigade nach Glogau versetzt. Aber bereits am 25. Oktober 1816 wurde er zum Kommandeur der neu in Koblenz aufgestellten 16. Infanterie-Brigade ernannt und blieb dies bis 10. Oktober 1817.
Bei der Revue in Koblenz am 8. August 1818 erhielt er den Roten Adlerorden III. Klasse, am 5. September 1818 wurde er als Kommandeur zur 16. Division versetzt. Am 20. Januar 1820 hatte Ryssel ein Duell mit dem Kommandeur der 15. Kavallerie-Brigade, dem General Alexander Wilhelm von der Goltz, der dabei getötet wurde. Der Vorfall hatte keine wirklichen Auswirkungen für ihn. 1821 bekam er die Erlaubnis zum Tragen des Kommandeurskreuzes des großherzöglich badischen Verdienstordens. Am 30. März 1822 erhielt er noch die Beförderung zum Generalleutnant mit Patent zum 31. März 1822. Am 9. August 1825 erhielt er das preußische Dienstkreuz und am 13. September 1825 den Roten Adlerorden II. Klasse mit Eichenlaub. Am 8. Dezember 1830 wurde er dann zur Disposition gestellt. Er starb am 17. April 1833 in Giebichenstein bei Halle an der Saale.

### Familie
Ryssel war zweimal verheiratet. Am 14. Juni 1797 heiratete er auf Schloss Annaburg Charlotte Louise von Einsiedel (* 1766; † 31. Juli 1819).
Nach dem Tod seiner ersten Frau heiratete er 1821 in Trier Christiane Friederike Hassenberg. Sie war die Witwe des Moritz Christoph von Brandt († 3. Juni 1819). Dieser kam aus sächsischen Diensten und starb als preußischer Oberst und Kommandeur des 4. Fränkischen Landwehr-Regiments. Mit ihr bekam er einen Stiefsohn Franz Julius von Brandt (* 1801), Sekondeleutnant im Infanterie-Regiment Nr. 31. Sein Stieftochter Marie (* 9. Dezember 1795; † 19. November 1874) heiratete den späteren General Ernst Ludwig von Aster.